# Tom Lenk
Thomas Loren "Tom" Lenk, född 16 juni 1976 i Camarillo i Kalifornien, är en amerikansk skådespelare inom film och TV, vars mest kända insats är i rollen som Andrew Wells i TV-serien Buffy och vampyrerna.

## Bakgrund
Lenk föddes i Camarillo i Kalifornien, som son till lärarinnan Pamela "Pam" Sherman (sedermera gift Lenk), och tubaspelaren, musikläraren och datornätverksadministratören Fred Lenk. Han gick under sin skoltid på Adolfo Camarillo High School, och tog senare även examen från University of California, Los Angeles, med den akademiska titeln Bachelor of Arts (BA).

## Karriär

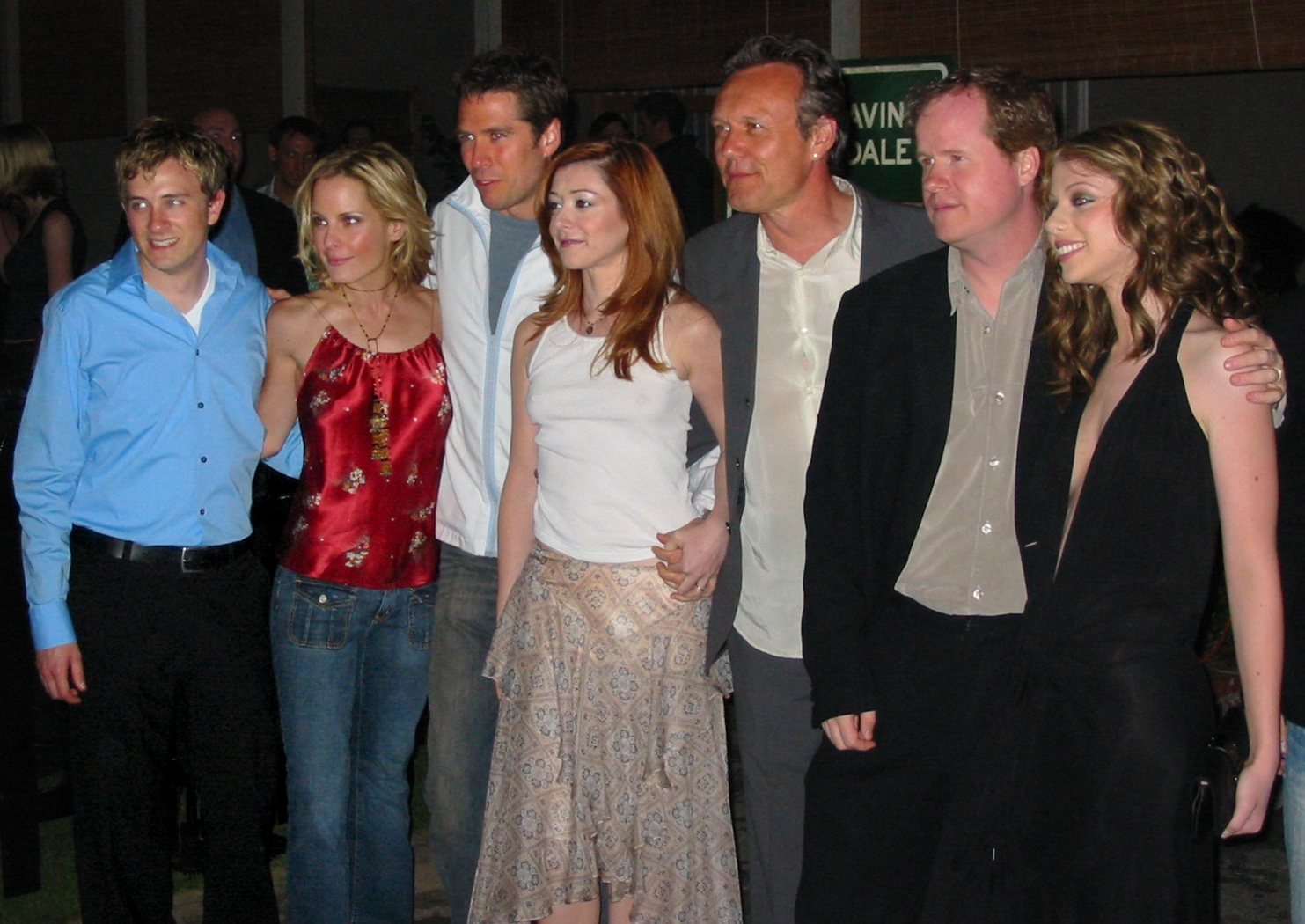
Tom Lenk (längst till vänster) tillsammans med Emma Caulfield, Alexis Denisof, Alyson Hannigan, Anthony Stewart Head, Joss Whedon och Michelle Trachtenberg, på en rollensemblefest för Buffy och vampyrerna, den 18 april 2003.

Efter att endast ha gjort mindre roller i filmer under år 1997 fick Lenk under år 2000 sin stora genombrottsroll som Andrew Wells i TV-serien Buffy och vampyrerna. Han deltog i tjugosju avsnitt av TV-serien, och spelade även rollen som Andrew i dess spinoffserie Angel i två avsnitt. Han har också medverkat som gäststjärna i TV-serier som Joey, House, Six Feet Under, Eli Stone, How I Met Your Mother och Nip/Tuck, samt i filmer som Date Movie, The Number 23 och Transformers.
Förutom att hålla på med skådespeleri arbetar Lenk även som sångare och dramatiker. Han har turnerat med den europeiska ensemblen av Grease, samt skrivit totalt tre pjäser. Den 14 september 2009 tog han över rollen som Franz i Broadwaymusikalen Rock of Ages efter att tidigare ha innehaft denna roll under dess uppsättningar i Las Vegas och Los Angeles, under år 2006. Från 2009 till 2010 laddade han även upp videobloggar på YouTube, som summerade alla hans upplevelser på Broadway, vanligtvis under titeln "Tom's Broadway Blogs". Han bidrar också med videoinnehåll till Felicia Days YouTube-kanal, Geek and Diverse, och parodierar mode på Instagram.
Lenk dök under år 2011 upp i ett avsnitt av TV-serien Psych ("This Episode Sucks"), som gick ut på att göra narr av hans gamla TV-serie Buffy och vampyrerna. Även skådespelerskan Kristy Swanson, som spelade rollen som Buffy i den föregående filmversionen av TV-serien (med den svenska titeln Buffy vampyrdödaren), deltog i detta avsnitt. År 2012 fick han rollen som Hudson Rafferty i serien Häxorna i East End. År 2016 dök han även upp i den tredje säsongsfinalen av TV-serien Transparent.

## Privatliv
Lenk identifierar sig sedan länge som gay.

## Filmografi (i urval)

### Filmer
- 1997 – Boogie Nights
- 2006 – Date Movie
- 2007 – The Number 23
- 2007 – Transformers
- 2007 – Boogeyman 2
- 2012 – The Cabin in the Woods
- 2012 – Much Ado About Nothing
- 2012 – Argo
- 2021 – Barb & Star reser till Vista Del Mar

### TV-serier
- 2000 – Vem dömer Amy? (TV-serie)
- 2000–2003 – Buffy och vampyrerna (TV-serie)
- 2001 – Popular (TV-serie)
- 2004 – Angel (TV-serie)
- 2004 – Six Feet Under (TV-serie)
- 2004 – Joey (TV-serie)
- 2005 – House (TV-serie)
- 2006 – How I Met Your Mother (TV-serie)
- 2008 – Eli Stone (TV-serie)
- 2008 – Samantha Who? (TV-serie)
- 2009 – Nip/Tuck (TV-serie)
- 2011 – The Guild (TV-serie)
- 2011 – Greek (TV-serie)
- 2011 – Psych (TV-serie)
- 2013–2014 – Häxorna i East End (TV-serie)
- 2014 – Episodes (TV-serie)
- 2015 – Bones (TV-serie)
- 2016 – Transparent (TV-serie)
- 2016 – Good Girls Revolt (TV-serie)
- 2017 – Fresh Off the Boat (TV-serie)
- 2018 – Another Period (TV-serie)
- 2018 – Workin' Moms (TV-serie)
- 2018 – American Housewife (TV-serie)
- 2018 – Room 104 (TV-serie)
- 2019 – EastSiders (TV-serie)
- 2020 – NCIS: New Orleans (TV-serie)
- 2021 – American Horror Stories (TV-serie)
- 2021 – Batwoman (TV-serie)
- 2021 – NCIS: Hawaiʻi (TV-serie)
- 2022 – Dead End: Paranormal Park (TV-serie) (röst)

### Scenframträdanden
- 2009 – Rock of Ages[4]